# Juan Laborda Barceló
Juan Laborda Barceló (Madrid, 1978) es un historiador, novelista y ensayista español. Ha realizado también una amplia labor como crítico literario y cinematográfico. Del mismo modo, ha cultivado el articulismo.

## Biografía
Es licenciado en Historia por la Universidad Complutense de Madrid y ha realizado el Máster en Historia y Estética de la Cinematografía por la Universidad de Valladolid. Es doctor en Historia Moderna desde 2011.
Desde hace años, escribe con asiduidad para revistas como Qué Leer, La Aventura de la Historia o Despertaferro. También es habitual en diversos medios en relación con cuestiones literarias, históricas y cinematográficas como la Cadena COPE, Ser Madrid o Días de cine (RTVE). Ha dado conferencias en instituciones internacionales como la Universidad de Michigan-Dearborn, entre otras. Ha sido redactor cultural y entrevistador en 4G Radio (2012-2015), entre otros espacios. Compagina la docencia con la creación literaria y la gestión cultural. En 2008 vio la luz su primera novela, titulada La casa de todos (AHCHE) y desde entonces no ha dejado de publicar.

## Obra

### Novela
● La fragilidad del neón (Editorial Alrevés, 2014)
● Paraíso imperfecto (Editorial Alrevés, 2017)
● Y entonces volaron (Huso ediciones, 2020)

### Relato
● El efecto Rashomon (Grupo Editorial Traveler, 2025)

### Ensayo
● Historia y arte de Castilla-La Mancha (HyA, 2017)
● En guerra con los berberiscos (Editorial Turner, 2018)
● Alice Guy, en el centro del vacío hay otra fiesta (Huso ediciones, 2021)
● Mujeres que conducen. El cine de Agnès Varda. (Sílex Ediciones, 2024)

### Obra colectiva
● El universo de Nicholas Ray (Notorius ediciones, 2018)
● Lo que el viento se llevó. El libro del 80 aniversario. (Notorius ediciones, 2019)
●  El universo de Gary Cooper (Notorius ediciones, 2019)
● El universo de Federico Fellini (Notorius ediciones, 2020)
● El universo de Bette Davis (Notorius ediciones, 2021)
● Hollywood años dorados: 1940 (Notorius ediciones, 2021)
●Hollywood años dorados: 1950 (Notorius ediciones, 2021)
● Pasión de los fuertes. El libro del 75 aniversario (Notorius ediciones, 2021)
● El Cid. El libro del 60 aniversario (Notorius ediciones, 2021)
● El universo de José Luis López Vázquez (Notorius ediciones, 2022)
● La conquista del Oeste. El libro del 60 aniversario (Notorius ediciones, 2022)
● Grandes temas del cine negro (Dolmen ediciones, 2022)
● El universo de Ava Gardner (Notorius ediciones, 2022)
● La trilogía de la caballería de John Ford (Notorius ediciones, 2023)
● El universo de Ana Mariscal. Una pionera del cine español (Notorius ediciones, 2023)
● El golpe. El libro del 50 aniversario (Notorius ediciones, 2023)
● Mujercitas. El libro del 75 aniversario (Notorius ediciones, 2024)
● El universo de Jack Lemmon (Notorius ediciones, 2025)